# Bully (Rhône)
Bully ist eine französische Gemeinde mit 2.144 Einwohnern (Stand: 1. Januar 2022) im Département Rhône in der Region Auvergne-Rhône-Alpes. Sie gehört zum Arrondissement Villefranche-sur-Saône und zum Kanton Val d’Oingt (bis 2015: Kanton L’Arbresle). 

## Geographie
Bully liegt etwa 25 Kilometer westnordwestlich von Lyon in der Landschaft Beaujolais und gehört zum Weinbaugebiet Bourgogne. Umgeben wird Bully von den Nachbargemeinden Le Breuil im Norden, Saint-Germain-Nuelles im Osten, L’Arbresle im Südosten, Savigny im Süden, Saint-Romain-de-Popey im Westen sowie Sarcey im Nordwesten.
Durch die Gemeinde führen die Autoroute A89 und die Route nationale 7.

## Bevölkerungsentwicklung
| Jahr                       | 1962 | 1968 | 1975 | 1982 | 1990 | 1999 | 2006 | 2012 |
| Einwohner                  | 1039 | 1032 | 1095 | 1224 | 1464 | 1739 | 1973 | 2082 |
| Quellen: Cassini und INSEE |      |      |      |      |      |      |      |      |

## Sehenswürdigkeiten
- Kirche Saint-Polycarpe
- Schloss Bully aus dem Jahre 1480, im 19. Jahrhundert restauriert
- Rathaus